# Tritonia
Tritonia (Tritonia Ker Gawl.) – rodzaj wieloletnich roślin należący do rodziny kosaćcowatych. Należy do niego ok. 26 gatunków roślin występujących w Afryce od Tanzanii do Południowej Afryki. Nazwa łacińska pochodzi z łacińskiego słowa triton oznaczającego wiatrowskaz, co ma związek z pozornie przypadkowym rozmieszczeniem pręcików u niektórych gatunków. W języku angielskim nazywana jest "płomienną frezją". Gatunkiem typowym jest Tritonia squalida (Ker Gawl.).

## Systematyka
SynonimyWaitzia Rchb., Montbretia DC., Freesea Eckl., Belendenia Raf., Tritonixia Klatt, Montbretiopsis L. Bolus,
Pozycja systematyczna według Angiosperm Phylogeny Website (aktualizowany system APG III z 2009)
Jeden z rodzajów podrodziny Crocoideae G. T. Burnett z rodziny kosaćcowatych (Iridaceae) należącej do rzędu szparagowców (Asparagales) w obrębie jednoliściennych.
Gatunki
- Tritonia atrorubens (N.E.Br.)
- Tritonia bakeri Klatt
  - Tritonia bakeri subsp. bakeri.
  - Tritonia bakeri subsp. lilacina (L.Bolus) M.P.de Vos
- Tritonia chrysantha Fourc.
- Tritonia cooperi (Baker) Klatt
  - Tritonia cooperi subsp. cooperi
  - Tritonia cooperi subsp. quadrialata M.P.de Vos
- Tritonia crocata (L.) Ker Gawl.
- Tritonia delpierrei M.P.de Vos
- Tritonia deusta (Aiton) Ker Gawl.
  - Tritonia deusta subsp. deusta.
  - Tritonia deusta subsp. miniata (Jacq.) M.P.de Vos
- Tritonia disticha (Klatt) Baker
  - Tritonia disticha subsp. disticha
  - Tritonia disticha subsp. rubrolucens (R.C.Foster) M.P.de Vos
- Tritonia drakensbergensis M.P.de Vos
- Tritonia dubia Eckl. ex Klatt
- Tritonia flabellifolia (D.Delaroche) G.J.Lewis
  - Tritonia flabellifolia var. flabellifolia
  - Tritonia flabellifolia var. major (Ker Gawl.) M.P.de Vos
  - Tritonia flabellifolia var. thomasiae M.P.de Vos.
- Tritonia florentiae (Marloth) Goldblatt
- Tritonia gladiolaris (Lam.) Goldblatt & J.C.Manning
- Tritonia kamisbergensis Klatt
- Tritonia karooica M.P.de Vos
- Tritonia lancea (Thunb.) N.E.Br.
- Tritonia laxifolia (Klatt) Baker
- Tritonia marlothii M.P.de Vos
- Tritonia moggii Oberm.
- Tritonia nelsonii Baker
- Tritonia pallida Ker Gawl.
  - Tritonia pallida subsp. pallida
  - Tritonia pallida subsp. tayloriae (L.Bolus) M.P.de Vos
- Tritonia parvula N.E.Br.
- Tritonia securigera (Aiton) Ker Gawl.
  - Tritonia securigera subsp. securigera
  - Tritonia securigera subsp. watermeyeri (L.Bolus) J.C.Manning & Goldblatt
- Tritonia squalida (Aiton) Ker Gawl.
- Tritonia tugwelliae L.Bolus
- Tritonia undulata (Burm.f.) Baker

## Zastosowanie
Ze względu na barwne kwiaty uprawia się je jako rośliny ozdobne.